# Шантипур
Шантипу́р или Сантипур (бенг. শান্তিপুর, англ. Santipur) — город и муниципалитет в округе Надия (штат Западная Бенгалия, Индия). Расположен на левом берегу реки Хугли (одного из главных рукавов дельты Ганга). По переписи 2011 года население города составляло 288 718 тыс. человек. Уровень грамотности равнялся 82,67 %. Шантипур является крупным центром кустарного ткачества. В городе есть железнодорожная станция.